# 1898 în literatură
- 1897 în literatură — 1898 în literatură — 1899 în literatură

Anul 1898 în literatură a implicat o serie de noi cărți semnificative.

## Evenimente

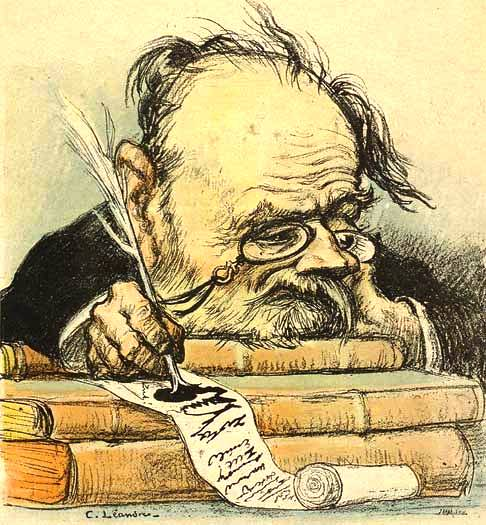
„În sfârșit ! Dl. Zola a ajuns la capătul puterilor dând naștere cărții Paris. Tatăl și copilul sunt bine, oricum”. Caricatură de C. Léandre, 1898.

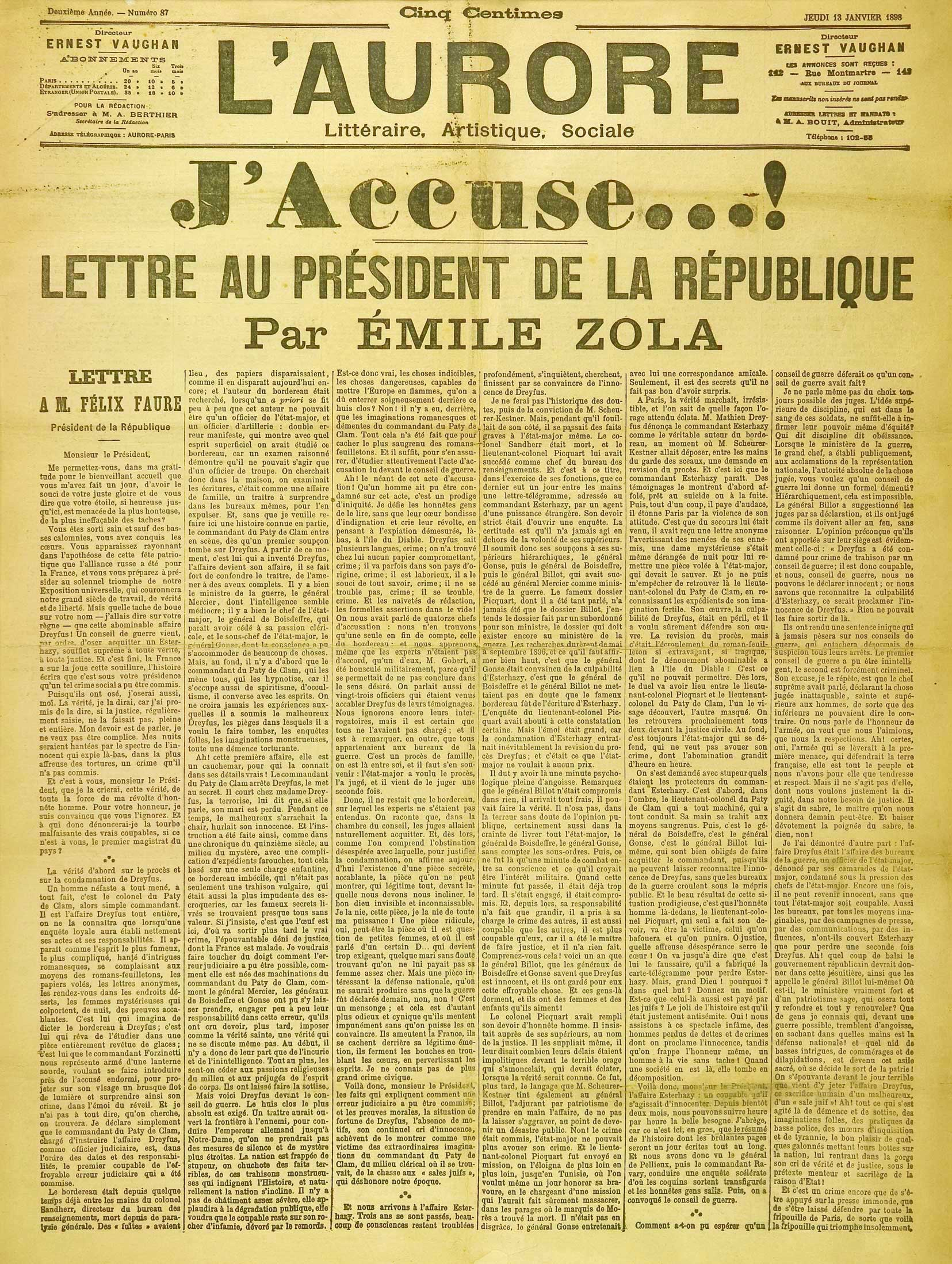
13 ianuarie: Articolul "J'accuse" din ziarul L'Aurore.

- 13 ianuarie: Articolul "J'accuse" a lui Émile Zola a fost publicat în ziarul L’Aurore în legatură cu afacerea Dreyfus
- Biblioteca Academiei Române a devenit bibliotecă publică pentru cercetători

## Cărți noi
- Elizabeth von Arnim - Elizabeth and Her German Garden
- F. W. Bain - A Digit of the Moon
- L. Frank Baum - By the Candelabra's Glare
- Arnold Bennett - A Man from the North
- Mary Elizabeth Braddon - Rough Justice
- Ralph Connor - Black Rock
- Joseph Conrad - Tales of Unrest
- Alexander Craig - Ionia
- Stephen Crane - The Open Boat and Other Tales
- Paul Laurence Dunbar - The Uncalled
- J. Meade Falkner - Moonfleet
- John Fox, Jr. - The Kentuckians
- Kenneth Grahame - Dream Days
- Anthony Hope - Rupert of Hentzau
- Joris-Karl Huysmans - La Cathedrale
- Vicente Blasco Ibáñez - The Cabin
- Henry James - The Turn of the Screw
- Jerome K. Jerome - The Second Thoughts of an Idle Fellow
- Pierre Louÿs - La Femme et le pantin
- Charles Major - When Knighthood Was in Flower
- George Moore -Evelyn Innes
- Emilio Salgari - The Black Corsair
- Jules Verne - The Mighty Orinoco
- Mary Augusta Ward - Helbeck of Bannisdale
- H.G. Wells - The War of the Worlds
- Edward Noyes Westcott - David Harum
- Owen Wister - Lin McLean
- Charlotte Mary Yonge - The Armourer's Prentices
- Emile Zola - Paris

## Teatru
- Gabriele D'Annunzio - Sogno di un Pomeriggio d' Autunno
- George Bernard Shaw - Arms and the Man

## Non-ficțiune
- John F. T. Jane - Jane's Fighting Ships
- Liliʻuokalani - Hawaii's Story by Hawaii's Queen

## Nașteri
- 8 ianuarie: Tudor Vianu, critic, istoric literar, poet, filosof și traducător român (d. 1964)
- 6 Februarie: Melvin B. Tolson, poet
- 26 aprilie: Vicente Aleixandre, poet spaniol, laureat al Premiului Nobel pentru Literatură (d. 1984)
- 19 mai: Julius Evola, publicist și filosof politic italian (d. 1974)
- 23 mai: Scott O'Dell, autor literatură pentru copii
- 24 mai: Ferenc Agárdi, scriitor, publicist și istoric al culturii maghiar de origine evreiască, membru fondator al P.C.Maghiar (d. 1969)
- 22 iulie: Erich Maria Remarque, scriitor german (d. 1970)
- 23 august: George Papashvily, sculptor și scriitor
- 13 septembrie: Arthur J. Burks (d. 1974)
- 15 noiembrie: Barbu Fundoianu, critic, eseist, poet și teoretician literar (d. 1944)
- 29 noiembrie: C. S. Lewis, autor britanic (d. 1963)
- 27 decembrie: W. C. Sellar, co-autor la 1066 and All That

## Decese
- 15 februarie: Zsigmond Ács, scriitor și traducător maghiar (n. 1824)
- 9 septembrie: Stéphane Mallarmé, poet francez (n. 1842)

## Premii
- Premiul Newdigate - John Buchan